# Мориаго дела Баталя
Мориа̀го дела Бата̀ля (на италиански: Moriago della Battaglia; на венециански: Moriago, Мориаго) е малко градче и община в Северна Италия, провинция Тревизо, регион Венето. Разположено е на 119 m надморска височина. Населението на общината е 2782 души (към 2010 г.).